# Xã Westline, Quận Redwood, Minnesota
Xã Westline (tiếng Anh: Westline Township) là một xã thuộc quận Redwood, tiểu bang Minnesota, Hoa Kỳ. Năm 2010, dân số của xã này là 178 người.